# Tipula (Triplicitipula) nastjasta
Tipula (Triplicitipula) nastjasta is een tweevleugelige uit de familie langpootmuggen (Tipulidae). De soort komt voor in het Palearctisch gebied.